# Volksbank Darmstadt-Südhessen
Die Volksbank Darmstadt-Südhessen eG war eine eingetragene Genossenschaftsbank mit Sitz in Darmstadt. Als Selbsthilfeeinrichtung mittelständischer Unternehmen 1862 gegründet, gehörte sie zu den ältesten und größten Volksbanken in Deutschland. Ihr Geschäftsgebiet erstreckte sich über die südhessischen Landkreise Darmstadt-Dieburg, Groß-Gerau und den Bergstraße.

## Geschichte
Die 1862 gegründete Volksbank Darmstadt eG schloss sich zum 1. Januar 2009 im Rahmen einer Dreier-Fusion mit zwei Volksbanken im Landkreis Bergstraße, der Volksbank Bergstraße eG in Bensheim und der Volksbank Kreis Bergstraße eG in Lampertheim, zur neuen Volksbank eG Darmstadt • Kreis Bergstraße zusammen.
2012 folgte die Fusion mit der Groß-Gerauer Volksbank eG, aus der die Volksbank Südhessen-Darmstadt eG entstand, bevor im Jahr 2013 die Umfirmierung zur Volksbank Darmstadt-Südhessen eG erfolgte. 2014 folgte die Fusion mit der Volksbank Seeheim-Jugenheim eG und 2018 die Fusion mit der Volksbank Modau eG.
Anfang 2023 wurde die Volksbank Darmstadt Südhessen eG mit der Mainzer Volksbank eG zur Volksbank Darmstadt Mainz verschmolzen.

## Tochterunternehmen
Die Volksbank Immobilien GmbH ist eine 100-prozentige Tochter der Volksbank Darmstadt-Südhessen eG. Sie wurde am 10. Juni 1988 unter dem Namen Volksbank Immobilien Bergstraße GmbH gegründet und im Jahr 2009 auf den Namen Volksbank Immobilien GmbH eingetragen. Sie beschäftigt sieben Mitarbeiter, die Immobilien vermitteln.

## Gesellschaftliches Engagement
Die Bank unterstützte finanziell und durch Sachspenden Hilfsorganisationen, karitative Einrichtungen, kirchliche Organisationen, Schulen und Kindergärten sowie Vereine in der Region.
Die Stiftung Hoffnung für Kinder, die 1996 gegründet wurde, förderte Maßnahmen, die Kindern in Not unmittelbar helfen, oder unterstützt Institutionen, die benachteiligten oder kranken Kindern Perspektiven bieten.

## Persönlichkeiten
- Heinrich Henkel II., Aufsichtsrat der Volksbank Darmstadt
- Albrecht Ohly, 1870 bis 1884 Direktor der Volksbank Darmstadt
- Wilhelm Schiemer, 1878 bis 1885 Direktor und Vorstandsvorsitzender